# Nedre-Bjärntjärnen
Nedre-Bjärntjärnen är en sjö i Skellefteå kommun i Västerbotten och ingår i Rickleåns huvudavrinningsområde.